# دیوید هر
دیوید هر (انگلیسی: David Hare؛ زادهٔ ۵ ژوئن ۱۹۴۷) نمایش‌نامه‌نویس، فیلم‌نامه‌نویس، و کارگردان اهل بریتانیا است. وی همچنین برنده جوایزی همچون جایزه اسکار بهترین فیلم‌نامه اقتباسی شده است. فیلم او وتربی در ۱۹۸۵ برنده خرس طلایی از جشنواره فیلم برلین شده است.

## گزیده فیلم‌شناسی

### فیلم‌نامه‌نویس
- فراوانی - ۱۹۸۵
- آسیب - ۱۹۹۲
- ساعت‌ها - ۲۰۰۲
- کتاب‌خوان - ۲۰۰۸
- کلاغ سفید - ۲۰۱۸

### کارگردان و فیلم‌نامه‌نویس
- وتربی - ۱۹۸۵
- بی‌بند - ۱۹۸۹
- صفحه هشت -  - ۲۰۱۱
- تقلب در میدان نبرد - ۲۰۱۴
- تورکس و کایکوس - ۲۰۱۴